# Chōchin-obake

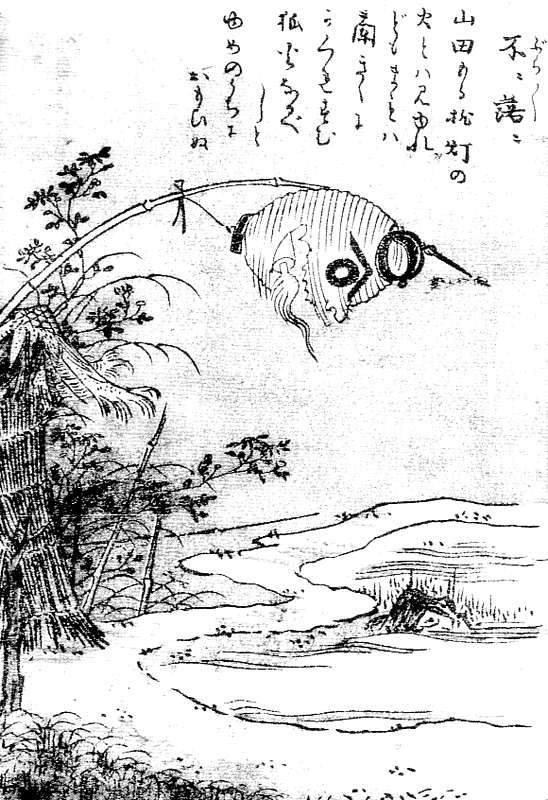
Der Burabura, wie er in Sekiens Gazu Hyakki Tsurezure Bukuro erscheint.

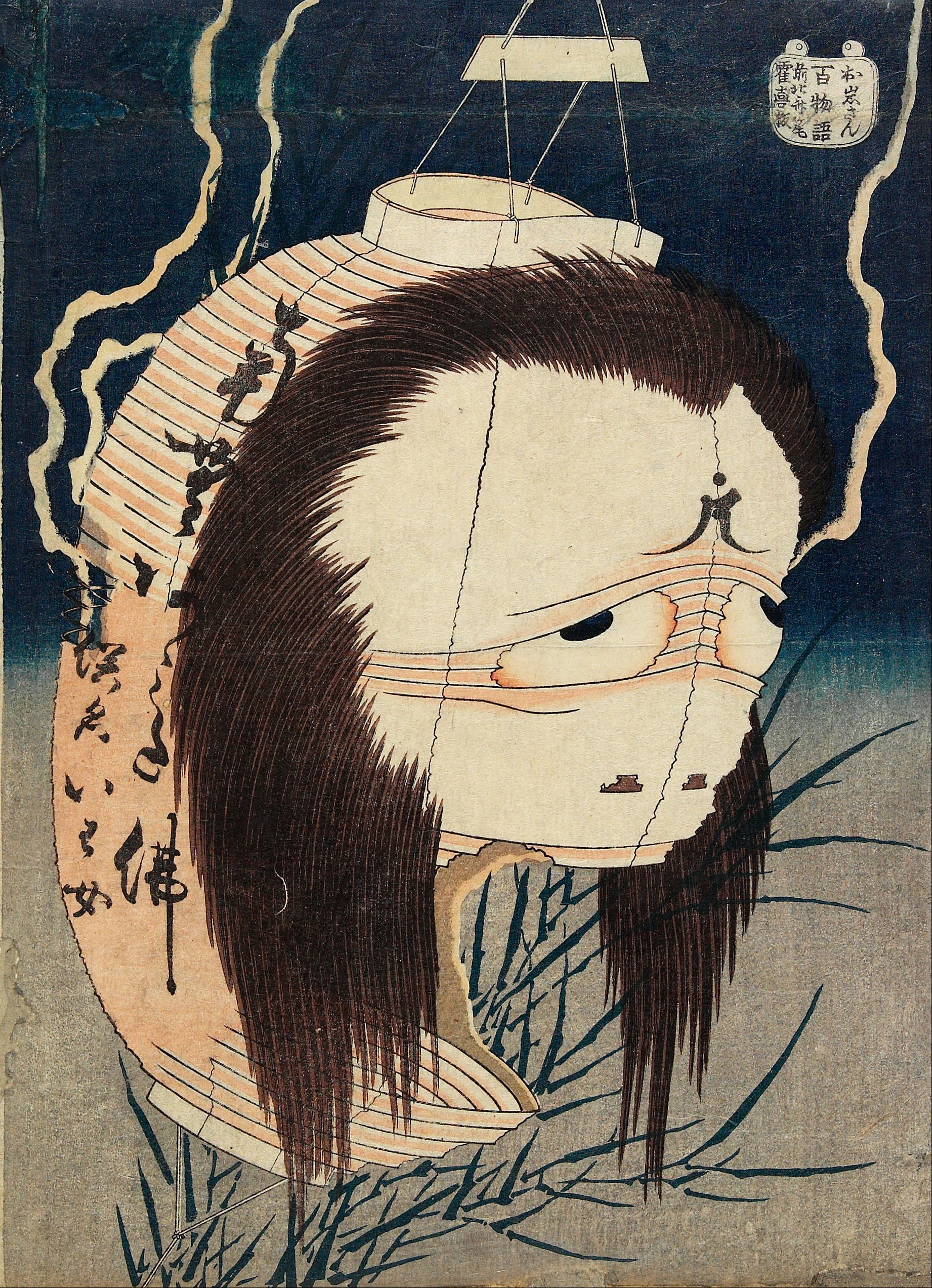
O-Iwa-san (お岩さん) aus Katsushika Hokusais Hyakumonogatari (1826–1837)

Der Chōchin-obake (jap. 提灯お化け; zu dt. „Papierlaternen-Geist“) ist ein fiktives Wesen des japanischen Volksglaubens. Er gehört zur Yōkai-Gruppe der Tsukumogami („Artefakt-Geister“) und ihm wird ein ambivalenter Charakter nachgesagt.

## Beschreibung
Der Chōchin-obake wird als Chōchin-Laterne beschrieben, die an der Spitze eines mehr oder weniger langen Bambus-Stabes befestigt ist. Diese Laterne weist ein einzelnes Auge auf, spätere Farbholzschnitte zeigen den Chōchin-obake auch mit zwei Augen. Er besitzt außerdem eine Nase und einen großen Mund mit langer Zunge oder herauslugender Kerze. Manche Chōchin-obake haben einen einzelnen Fuß am unteren Ende ihrer Stange, mit dessen Hilfe sie sich hüpfend fortbewegen können. Chōchin-obake entwickeln ein Eigenleben, wenn sie ihren „100. Geburtstag“ erreichen, in dieser Zeit zu oft ignoriert wurden und sich nutzlos vorkommen. Ihr Charakter ist gemäß der Folklore davon abhängig, wie sie als Gebrauchsobjekt behandelt wurden: War der ehemalige Besitzer stets gut zu ihnen, bleibt der Burabura ihm treu und leuchtet ihm den Weg, wo immer sein Besitzer hingeht. Wurde er jedoch vernachlässigt oder sogar schlecht behandelt, hüpft er einfach davon und erschreckt ahnungslose Wanderer.

## Hintergrund
Die Gestalt des Chōchin-obake geht auf die Chōchin zurück, eine traditionelle Faltlaterne aus Papier oder Seide. Sie sind zylinder- oder ballonförmig und im Inneren mit einer Kerze bestückt. Chōchin wurden Ende des 16. Jahrhunderts eingeführt; in der Edo-Zeit war es Vorschrift, dass jeder bei Einbruch der Dämmerung auf der Straße eine Laterne mit sich führen musste. Größere Exemplare standen oder hingen vor Gasthäusern, Theatern sowie Tee- und Badehäusern, besonders große Exemplare beleuchteten vor Tempeln und Schreinen Wege und Eingänge.
In seinem Emakimono Gazu Hyakki Tsurezure Bukuro (百器徒然袋; 100 Geister im Handgepäck) von 1784 beschreibt Toriyama Sekien eine besondere Form des Chōchin-obake: den Burabura (不落不落; dt. „Baumelnder“, „Schaukler“). Sekien merkt an, dieser sei ein Kitsunebi (von einem Fuchs-Yōkai beschworenes Irrlicht), gefangen in einer Laterne und dass der Burabura sich in Chrysanthemenfeldern verstecken würde. Im Anschluss vermerkt Sekien, er sei einem solchen Burabura im Traum begegnet.

## Folklore
Eine bekannte Sonderform des Chōchin-obake, Chōchin O-Iwa, geht auf das Kabuki-Stück Tōkaidō Yotsuya Kaidan („Geistergeschichten in Yotsuya an der Tōkai-Straße“) zurück. Eine Frau namens O-Iwa nyōbō Iemon, wird von ihrem Mann, dessen Familie und ihrer Nebenbuhlerin in den Tod getrieben. Ihr Geist erscheint in der Schlussszene des Stückes zunächst als Papierlaterne, tritt aus dieser hervor, tötet ihre Schwiegermutter und treibt ihren Ehemann, Tamiya Iemon, in den Tod. Die bekannteste Darstellung aus dieser Szene stammt von Hokusai, aber auch Darstellungen z. B. von Kunisada, Kuniyoshi und Kunichika sind bekannt.

## Chōchin-obake in modernen Subkulturen
In Japan erzählen viele Eltern ihren Kindern noch heute, ein Chōchin-obake würde sie nachts aus ihren Betten locken und entführen. Vermutlich soll den Kindern mit derlei Gruselgeschichten das nächtliche Herumstromern und Nicht-schlafen-wollen abgewöhnt werden. Die Gestalt des Chōchin-obake ist außerdem aus dem Game-Boy-Spiel Super Mario Land 2 bekannt. Dort erscheint das Wesen in der sogenannten Pumpkin Zone (dt. „Kürbis-Zone“), wo es in der Luft schwebt und versucht, Mario mit seiner langen Zunge zu treffen.